# Euphthiracarus klabati
Euphthiracarus klabati är en kvalsterart som beskrevs av Wojciech Niedbała 2000. Euphthiracarus klabati ingår i släktet Euphthiracarus och familjen Euphthiracaridae. Inga underarter finns listade i Catalogue of Life.